# Jennifer Kent
Jennifer Kent es una actriz y cineasta australiana conocida por su película debut The Babadook.

## Biografía
Nació en Brisbane, en el estado de Queensland (Australia).

### Estudios e inicios
Estudió y se licenció en bellas artes en el Instituto Nacional de Arte Dramático de Kensington, Nueva Gales del Sur.
Sus primeros pasos en la interpretación fueron en la pequeña pantalla, en especial en la serie Murder Call donde formaba parte del elenco principal.

### Como directora
Tras ver Dancer in the Dark de Lars von Trier decidió emprender su carrera como directora. Tras contactar con el cineasta, Trier la contrató como ayudante durante el rodaje de Dogville.
En 2005 dirigió su primer cortometraje: Monster, el cual fue adaptado diez años después a la gran pantalla por la propia Kent bajo el título de The Babadook. El cortometraje estuvo protagonizado por Essie Davis, a quien conoció en la Escuela Dramática.
The Babadook fue estrenada en el Festival de Sundance. La película obtuvo buenas críticas y tuvo recorrido por diversos festivales, destacando el Festival de Sitges, donde obtuvo el premio especial del jurado y el premio a mejor actriz. Obtuvo también los premios AACTA (premios de la Academia Australiana de Cine y Televisión) a mejor película, mejor dirección y mejor guion original (ambos para Kent).
En 2018 estrena en el Festival de Venecia su segunda película, The Nightingale, que obtiene el premio especial del jurado. La película obtendrá varios premios, incluyendo los de mejor película, mejor dirección y mejor guion original (nuevamente ambos para Kent) en los premios AACTA.
En 2022 dirigió el último episodio de la serie de terror El gabinete de curiosidades de Guillermo del Toro. El episodio está protagonizado por Essie Davis, con quien trabajó en The Babadook.

## Filmografía
| Año  | Título                                            | Notas                                           |
| ---- | ------------------------------------------------- | ----------------------------------------------- |
| 2022 | El gabinete de curiosidades de Guillermo del Toro | Serie de televisión; 1 episodio - "El murmullo" |
| 2018 | The Nightingale                                   |                                                 |
| 2014 | How the 'Dook stole Christmas                     | Cortometraje                                    |
| 2014 | The Babadook                                      |                                                 |
| 2006 | Two Twisted                                       | Miniserie de televisión; 1 episodio             |
| 2005 | Monster                                           | Cortometraje                                    |

| Año  | Título                             | Notas                             |
| ---- | ---------------------------------- | --------------------------------- |
| 2003 | Preservation                       |                                   |
| 2003 | All Saints                         | Serie de televisión; 3 episodios  |
| 2002 | Six Days Straight                  | Cortometraje                      |
| 2002 | BackBerner                         | Serie de televisión; 3 episodios  |
| 2000 | Murder Call                        | Serie de televisión; 56 episodios |
| 2000 | Above the Law                      | Serie de televisión; 1 episodio   |
| 1998 | Chlorine Dreams                    | Cortometraje                      |
| 1998 | Babe: Pig in the City              |                                   |
| 1997 | The Well                           |                                   |
| 1996 | Police Rescue                      | Serie de televisión; 2 episodios  |
| 1993 | The new adventures of Black Beauty | Serie de televisión; 11 episodios |
| 1993 | G.P.                               | Serie de televisión; 1 episodio   |
| 1992 | A Country Practice                 | Serie de televisión; 1 episodio   |

## Premios y distinciones
Festival Internacional de Cine de Venecia
| Año  | Categoría                  | Trabajo nominado | Resultado |
| ---- | -------------------------- | ---------------- | --------- |
| 2018 | Premio Especial del Jurado | The Nightingale  | Ganadora  |

Premios AACTA
| Año  | Categoría            | Trabajo nominado | Resultado |
| ---- | -------------------- | ---------------- | --------- |
| 2015 | Mejor película       | The Babadook     | Ganadora  |
| 2015 | Mejor director       | The Babadook     | Ganadora  |
| 2015 | Mejor guion original | The Babadook     | Ganadora  |
| 2019 | Mejor película       | The Nightingale  | Ganadora  |
| 2019 | Mejor director       | The Nightingale  | Ganadora  |
| 2019 | Mejor guion original | The Nightingale  | Ganadora  |